# Molmboorder
De molmboorder (Oecophora bractella) is een nachtvlinder uit de familie van de sikkelmotten (Oecophoridae). Het bontgekleurde imago is eenvoudig te herkennen. De spanwijdte van de vlinder bedraagt tussen de 12 en 16 millimeter. De soort komt verspreid over Europa voor.

## Rups
De rups van de molmboorder leeft van dood hout.

## Voorkomen in Nederland en België
De molmboorder is in Nederland en België een vrij algemene soort. De soort kent één jaarlijkse generatie, die vliegt in mei en juni.